# Manuela Stellmach
Manuela Stellmach (n. 22 februarie 1970, Berlinul de Est, RDG) este o înotătoare germană, medaliată olimpică. A participat la 2 ediții ale Jocurilor Olimpice (1988, 1992) în care a câștigat o medalie de aur și două medalii de bronz.